# Ліберов Костянтин Григорович
Костянтин Григорович Ліберов (3 червня 1992, Нерубайське, Одеська область) — український фотограф, фотожурналіст. Кавалер орден «За заслуги» III ступеня (2023).
Одна з його фотографій була обрана журналом Time серед 100 найкращих фотографій 2022 року.

## Життєпис
Під час повномасштабного російського вторгнення в Україну разом з дружиною Владою Ліберовою знімали наслідки війни в Харкові, Сіверодонецьку, Лисичанську, Святогірську, Миколаєві, Бучі, Ірпені, Києві та інших містах.
Фотографії Костянтина публікували The Kyiv Independent, The New York Times, Los Angeles Times, The Wall Street Journal, The Insider, The Independent.
17 листопада 2023 року фотограф опублікував світлинами переправи на лівий берег Херсонщини. На публікацію відреагував журналіст «Радіо Свободи» Мар'ян Кушнір, порушивши питання про те, що професійним воєнкорам натомість відмовляють у доступі до «червоних» зон фронту, зокрема на півдні. Цим самим низка журналістів підняло питання про непрофесійність самих Костянтина і Влади Ліберових та їх зв’язок з Офісом Президента України, завдяки яким вони попадають в закриті для інших журналістів зони.
24 квітня 2025 року опинилися в центрі суспільного скандалу після публікації знімка оголеної пораненої жінки, яка постраждала внаслідок російської ракетної атаки на Київ. Світлина з’явилася в Instagram-акаунті, а також на стоковому ресурсі Getty Images, де подружжя регулярно публікує та продає документальні кадри війни. Цей інцидент викликав широку дискусію в українському суспільстві щодо меж дозволеного в документальній фотографії під час війни. 

## Нагороди
- орден «За заслуги» III ступеня (23 серпня 2023) — за значні заслуги у зміцненні української державності, мужність і самовідданість, виявлені у захисті суверенітету та територіальної цілісності України, вагомий особистий внесок у розвиток різних сфер суспільного життя, відстоювання національних інтересів нашої держави, сумлінне виконання професійного обов'язку[16].